# Toses
Toses est une commune d'Espagne dans la communauté autonome de Catalogne, province de Gérone, de la comarque du Ripollès.

## Géographie

### Localisation
Toses est une commune située dans les Pyrénées.

### Communes limitrophes
| Palau-de-Cerdagne (France) |                    | Valcebollère (France) |
| Alp                        | Toses              | Planoles              |
|                            | Castellar de n'Hug | Gombrèn               |